# Industrijski kompleks Zollverein
Industrijski kompleks Zollverein (njemački: Zeche und Kokerei Zollverein) je najpoznatija znamenitost grada Essena. Desetljećima se njegov rudnik ugljena (većinom iz 1932., a zatvoren 1986. god.) i koksara (zatvorena 1993. god.) ubrajali među najveće njihove vrste u Europi. Okno 12. (na slici desno), izgrađeno u Bauhaus stilu sa svojim karakterističnim vijugavim tornjem, koji je tijekom godina postao simbolom za cijelu pokrajinu Ruhr, smatra se arhitektonskim i tehničkim remek-djelom. Zbog toga se ovaj kompleks smatrao "najljepšim rudnikom na svijetu". Zollverein je fantastičan primjer evolucije razvoja i pada jedne industrije u razdoblju od 150 godina.
Nakon što ga je 2001. god. UNESCO proglasio svjetskom kulturnom baštinom, kompleks koji je dugo ležao napušten te mu čak prijetilo urušavanje, počeo se obnavljati. Pokrajina Sjeverna Rajna-Vestfalija i sam grad Essen osnovali su posebnu agenciju, te se nekoliko umjetničkih i dizajnerskih institucija smjestilo u prostorijama bivšeg rudnika ugljena, a planira se i obnova koksare. Obilazak kompleksa je besplatan, osim posebno vođenih obilazaka koje vode bivši rudari (Kumpels), a postoji i nekoliko turističkih atrakcija kao što je muzej Design Zentrum NRW, koji svake godine nudi prestižnu nagradu za dizajn (Red Dot Design Award); te muzej posvećen povijesti Ruhr (Ruhrmuseum), koji postoji još od 1904. god.
- Industrijski kompleks Zollverein
- Zollverein 1949.
- Koksara čiji se vodeni kanal zimi pretvara u klizalište za posjetitelje
- Izvozni toranj okna 12 s natpisom Zollverein
- Bivša zgrada bojlera u bauhaus stilu sa zidovima od crvenog čelika i stakla. Danas muzej arhitekture Red Dot